# Jean-Baptiste Danezan
Jean-Baptiste Danezan fue un escultor francés, nacido el año 1733 en Auch y fallecido el 1801 en Valenciennes.

## Datos biográficos
Originario de Auch, Jean-Baptiste Danezan llegó a Valenciennes hacia 1736. Realizó su obra de maestría en 1763 y se convirtió en maestro escultor en 1764.

## Obras
Entre las obras de Jean-Baptiste Danezan destaca sobre todas el púlpito de homilías de la iglesia de Saint-André de Lille.
El púlpito es de roble tallado con decoración de medio relieve fue realizado en 1768. Es una verdadera joya: el ropaje de un tapiz colgante arropa a un ángel con la mano derecha alzada con una cruz y en su mano izquierda una trompeta. Este es el ángel de la verdad que levanta el velo del error para revelar las virtudes teologales representadas sobre la copa: Fe (simbolizada por la cruz), Esperanza (manteniendo el ancla) y Caridad (una mujer que amamanta dos niños). La barandilla de la escalera del púlpito tiene una alegoría de la verdad natural (un erudito que consulta un libro abierto sobre un tocón seco) y una representación del triunfo de la Fe (una mujer que sostiene una custodia rodeada de cabezas de ángeles ).

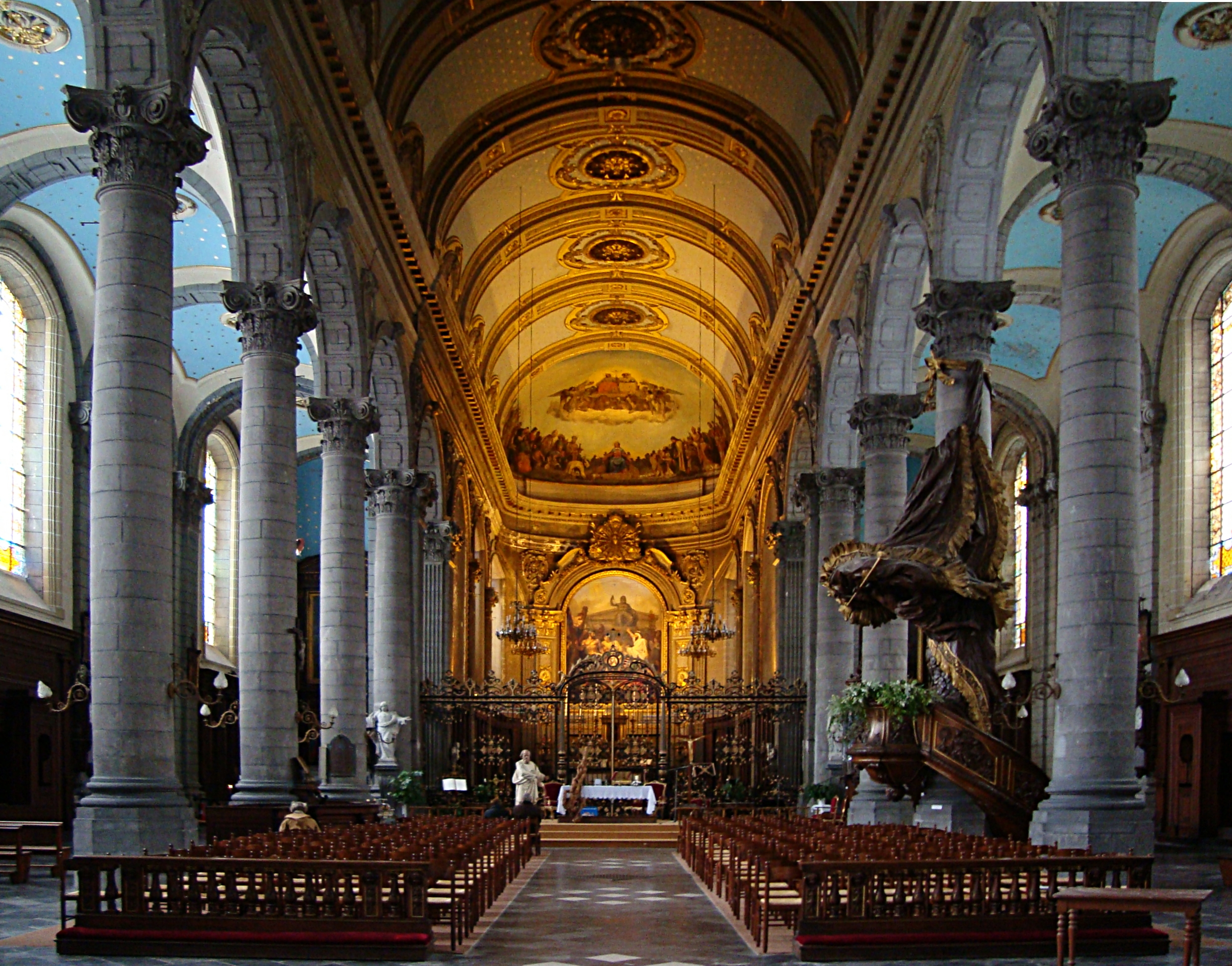
Interior de la iglesia
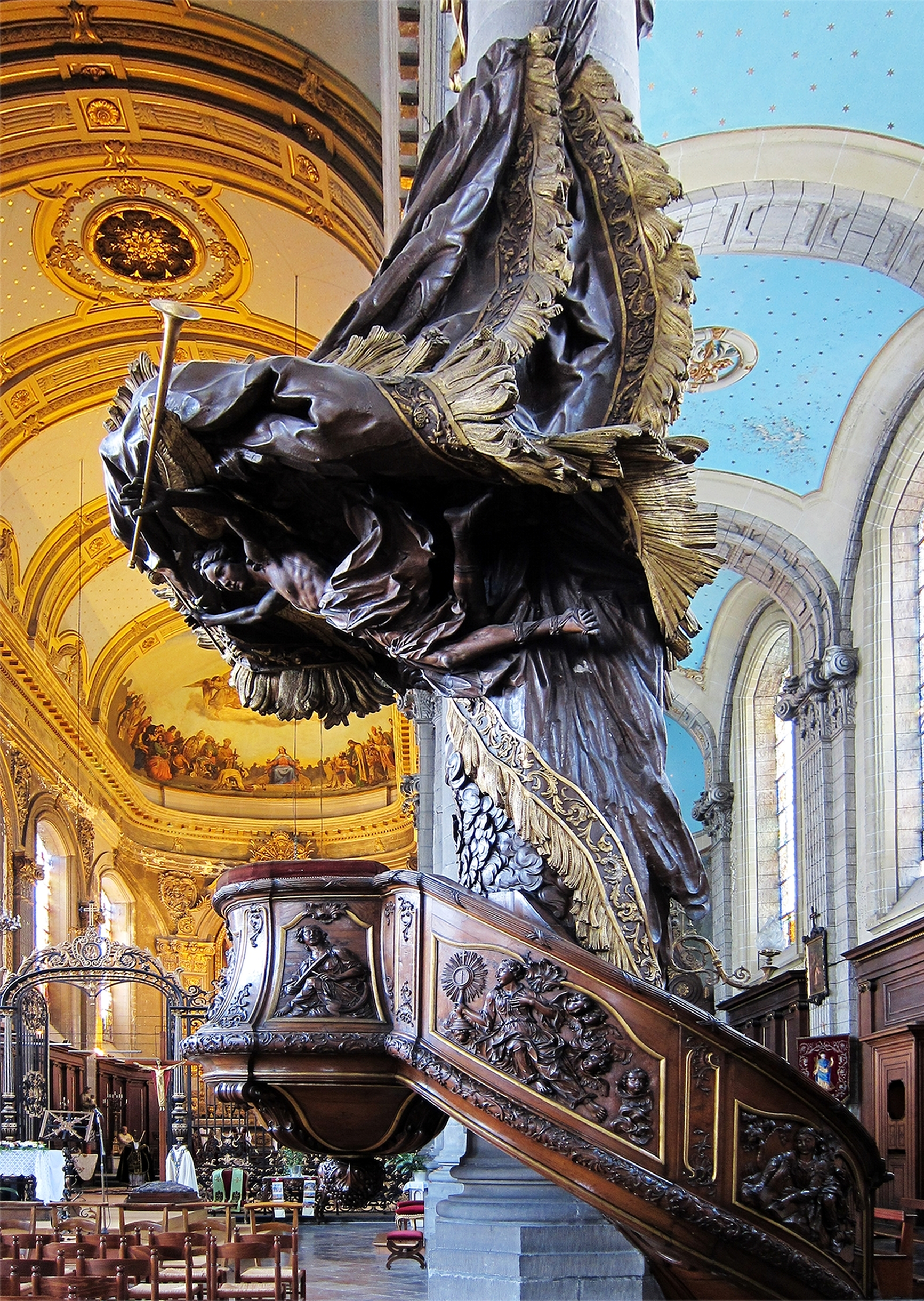
Púlpito de homilías
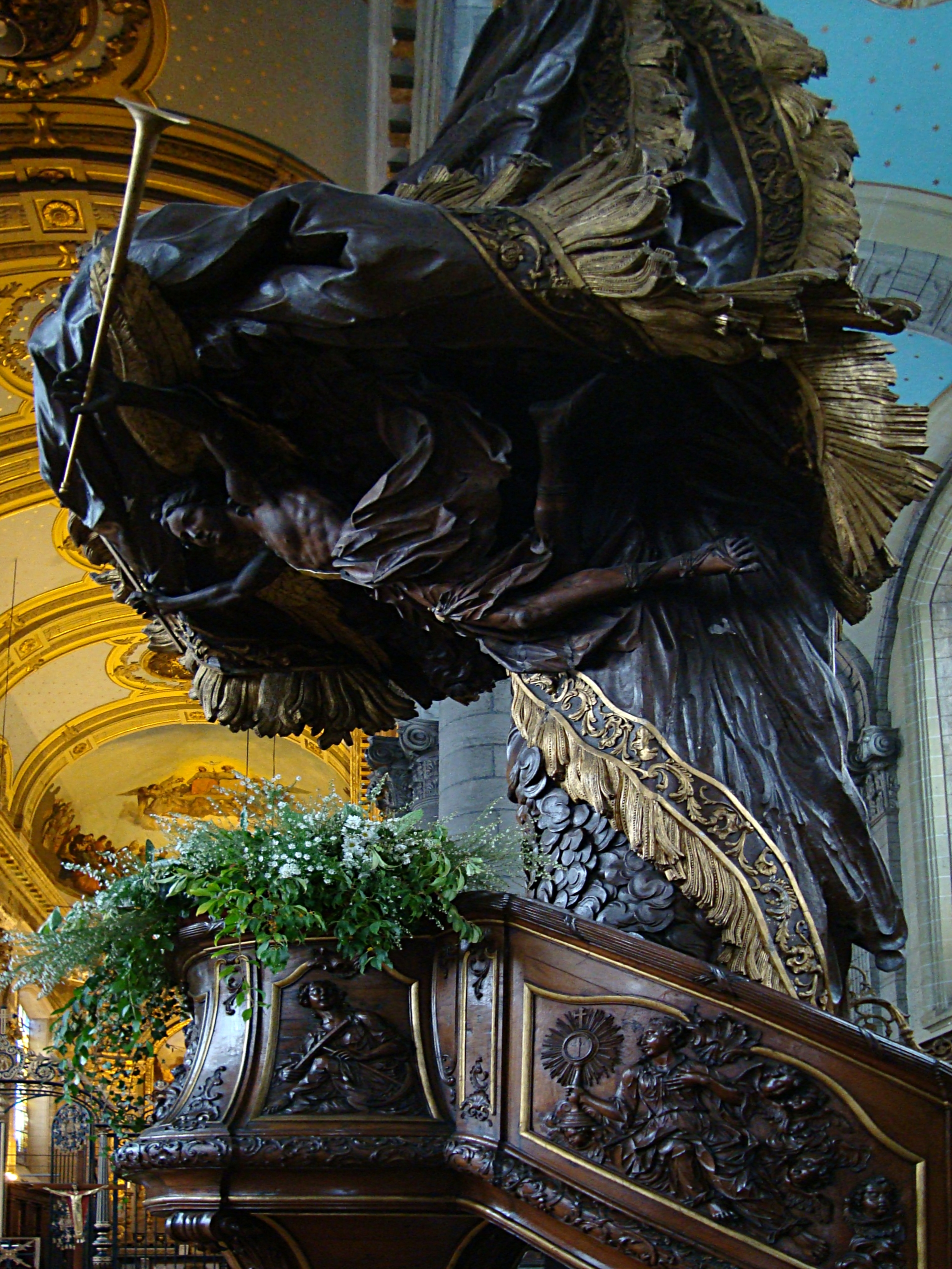
Púlpito de homilías - detalle